# Warrior (Nina Sublatti sang)
 For alternative betydninger, se Warrior. (Se også artikler, som begynder med Warrior)
"Warrior" er en sang udført af den georgiske singer-songwriter Nina Sublatti. Sangen vil repræsenterer Georgien i Eurovision Song Contest 2015.
I et interview forud for den georgiske nationale finale sagde Sublatti, at hun skrev sangen i løbet af tre timer midt om natten. Sangen handler om georgiske kvinder, der stræber efter at være "gode kvinder, gode mødre, gode lærere."
Den 28. januar 2015 meddelt den georgiske Public Broadcaster, at Sublatti ville arbejde med den svenske komponist Thomas G:son forud for sin sceneoptræden i Wien.
"Warrior" var ved ESC med i den første semifinale, hvorfra den kvalificerede sig til finalen, og her opnåede sangen en 11. plads med 51 point.